# Beriev S-13
Il Beriev S-13 era un ricognitore strategico sviluppato dall'azienda aeronautica sovietica Beriev nel corso degli anni sessanta del XX secolo e rimasto allo stadio di mock-up.

## Storia del progetto
Il 1 ° maggio 1960 un ricognitore strategico Lockheed U-2C Angel della CIA, pilotato da Francis Gary Powers, decollò dal Pakistan settentrionale per effettuare una missione di spionaggio sull'Unione Sovietica. Mentre sorvolava gli Urali, l'aereo si trovò nel raggio d'azione dei missili terra-aria S-75 Dvina sovietici e fu abbattuto precipitando al suolo nei pressi di Sverdlovsk, rimanendo sostanzialmente integro. All'epoca l'Unione Sovietica aveva un proprio aereo da ricognizione ad alta quota comparabile, lo Yakovlev Yak-25RW, ma per ragioni politiche questo aereo non veniva utilizzato al di fuori dei confini dell'Unione Sovietica e la sua funzione principale era quella di simulare l'U-2 per addestrare le forze di difesa aerea sovietiche. Lo Yak-25RV non era in grado di raggiungere la tangenza operativa dell'U-2 di 21 335–25 900 m.
Dopo l'abbattimento dell'U-2, il relitto fu esaminato dagli specialisti della Voenno-vozdušnye sily SSSR, con squadre di ricerca che setacciarono in lungo e in largo il luogo dell'incidente, raccogliendo tutte le parti, anche le più piccole, dell'aereo americano. Il relitto dell'U-2 fu dapprima studiato a fondo da alcuni specialisti presso l'aeroporto del Centro statale per i collaudi di volo del Ministero della Difesa intitolato a Valerij Pavlovič Čkalov.
I primi ad iniziare uno studio approfondito delle attrezzature statunitensi catturate furono gli specialisti dei motori. Il 28 giugno, il Consiglio dei ministri dell'Unione Sovietica emise la risoluzione n. 702-288 sulla riproduzione del motore Pratt & Whitney J75-P-13. La copia del motore, denominata RD-16-75, fu affidata all'OKB-16 a Kazan', diretto da Prokofij Filippovič Zubets. Tutti i resti dell'aereo americano furono accuratamente inviati a Taganrog, all'OKB-49, guidato da Georgij Michajlovič Beriev.
Il 23 agosto, tenendo conto delle proposte del Ministero della Difesa e del Comitato statale per la tecnologia aeronautica, il Consiglio dei ministri emise la risoluzione n. 918-383 Sulla riproduzione dell'aereo da ricognizione Lockheed U-2 basato sui resti e sui materiali conservati dell’aereo abbattuto. L'equivalente sovietico fu designato S-13, e l'obiettivo principale di questo lavoro era uno studio completo delle caratteristiche progettuali, tecnologiche e operative dell'aereo U-2, nonché lo sviluppo di elementi strutturali, materiali e attrezzature da utilizzare nella costruzione di velivoli comparabili in Unione Sovietica.
Il 23 agosto 1960 il Consiglio dei ministri dell'Unione Sovietica ordinò la produzione di cinque prototipi (designati S-13) alle fabbrica n. 86, due dei quali dovevano essere messi a disposizione dell'aeronautica militare dopo aver completato i voli di prova. 
I tempi erano molto stretti, poiché si prevedeva di esaminare tutti i componenti dell'U-2 e di copiarli rispettando gli standard dell'aviazione militare sovietica, compreso il sistema di telecamere AFA-60.  L'S-13 doveva essere utilizzato per la ricognizione aerea, per la ricerca meteorologica e come intercettore dei palloni da spionaggio.  Decine di subappaltatori ebbero difficoltà a tenere il passo con il ritmo fissato dall'OKB-49 di Beriev, perché il governo aveva fissato una scadenza molto rigorosa.  Nel primo trimestre del 1962, i primi due velivoli dovevano essere presentati per prove di volo congiunte del Ministero della Difesa e dell'industria aeronautica, e il primo volo dello S-13 doveva aver luogo entro il primo quadrimestre dell'anno.
In meno di due anni fu necessario riprodurre e collaudare un seggiolino eiettabile, un paracadute di salvataggio, una tuta da pilota per il volo ad quota, carburante e olio motore adatti, apparecchiature per comunicazioni radio e per la navigazione aerea, apparecchiature di ricognizione radio e fotografiche. 
All'inizio del 1961 il peso a vuoto dell'aereo era aumentato di molto, anche se il 1º aprile 1961 fu completata la prima fusoliera metallica, ed entro il 1 luglio fu completata la produzione dei disegni di produzione dell'aereo.  Inoltre fu approntata la documentazione tecnica per i banchi di prova a terra e in volo (presso il laboratorio Tu-16), collaudi del motore RD-16-75, sistemi idraulici e di controllo meccanismi per flap, per i freni del carrello di atterraggio, il pilota automatico, e molto altro.  Molti test su modelli di aerei vennero effettuati presso le gallerie del vento del TsAGI, che dimostrarono caratteristiche aerodinamiche eccezionalmente elevate, con un rapporto portanza/resistenza aerodinamica di 25.
Il 12 maggio 1962, quando il Consiglio dei ministri si rese conto che gli Stati Uniti d'America e i loro alleati, come l’Unione Sovietica, potevano abbattere bersagli lenti anche ad alta quota, con la risoluzione n. 440-191 interruppe improvvisamente i lavori sullo S-13.
Per la sorveglianza aerea su larga scala e nel lungo periodo, i satelliti spia erano una soluzione migliore. Per la ricognizione ad alta quota, l'Unione Sovietica, come gli Stati Uniti con il Lockheed SR-71 Blackbird, preferì velivoli estremamente veloci come il Tsybin RSR. Nessuno dei prototipi dello S-13 venne completato, anche se il programma fornì preziose informazioni su leghe, materiali e metodi di lavorazione che furono successivamente utilizzati nella progettazione di nuovi aerei sovietici.  Parti dell'U-2 di Powers furono esposte nel Museo Centrale delle Forze Armate a Monino, Mosca.

### Fonti
1. 1 2 3 4 5 6 7 8 9 10 11 12 13 14 15 16 17 18 19 20 21  Airwar.
2. 1 2 3 4 5 6 7 8  Gordon, Gunston 2000, p. 29.
3. 1 2 3 4  Sgarlato 2021, p. 57.